# Crawfordsville (Indiana)
Crawfordsville város az USA Indiana államában. Lakosainak száma 16 306 fő (2020. április 1.).

## Népesség
A település népességének változása:

| 2010 | 15 915 |
| 2020 | 16 306 |